# Corydalis cashmeriana
Corydalis cashmeriana är en vallmoväxtart. Corydalis cashmeriana ingår i släktet nunneörter, och familjen vallmoväxter.

## Underarter
Arten delas in i följande underarter:
- C. c. cashmeriana
- C. c. longicalcarata

## Bildgalleri

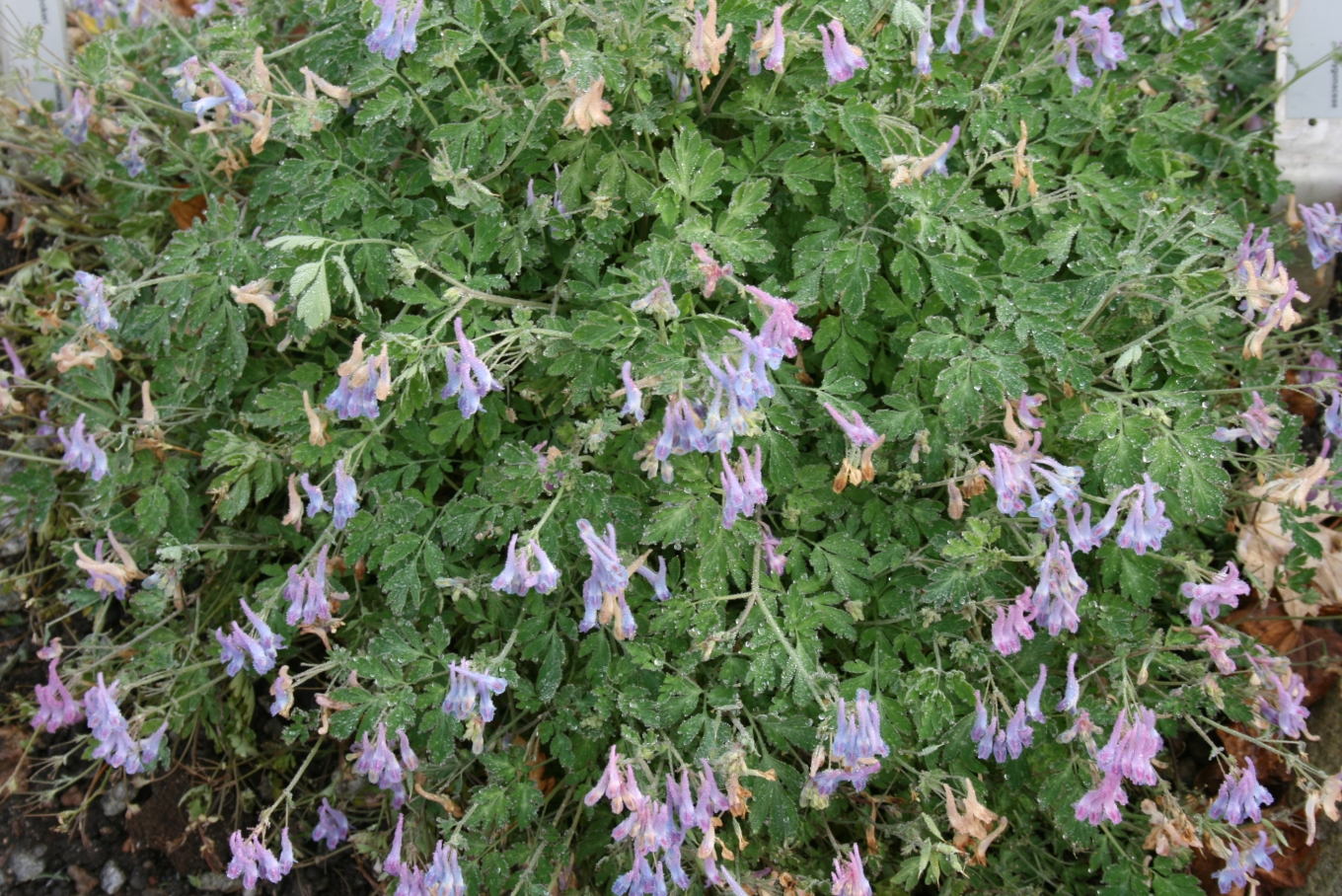